# Bjerge Sydstrand
Bjerge Sydstrand er et større sommerhusområde der ligger ud til Storebælt ved Sjællands vestkyst, beliggende i Kalundborg Kommune mellem Kalundborg og Slagelse. Bjerge Sydstrand hænger til dels sammen med Ornum Strand.
Området er kendt for sine gode sandstrande[kilde mangler] og er et af de steder i Danmark med flest solskinstimer.[kilde mangler] Navnet Bjerge Sydstrand skyldes at der er to sommerhusområder med samme navn. Mellem Bjerge Sydstrand og Nordstrand er der et svært fremkommeligt område med store sten og en mindre klint.
Gennem sommerhusområdet løber Sjællands næststørste å, Halleby Å, og området omkring den er en del af Natura 2000-område nr. 157 Åmose, Tissø, Halleby Å og Flasken. Halleby Å har udløb syd for Bjerge Sydstrand, men tværs igennem sommerhusområdet løber Sukkerkanalen der  aflaster Halleby Å ved høj vandstand og oversvømmelser.
Nærmeste indkøbmuligheder ligger i Gørlev, men ellers er der en pub og flere mindre kiosker i sommerhusområdet.
Ting i nærheden af Bjerge Sydstrand:
- Reersø (Halvø kendt for haleløse katte, fisk og gamle huse[kilde mangler])
- Urhøj (udsigtspunkt)
- Regnershøj (udsigtspunkt)
- Halleby Å (Natur og lystfiskeri)
- Sukkerkanalen
- Tissø (Største sø på Vestsjælland)
- Landbrugsmuseet Fløjgaarden (Bl.a. aktivt landbrug med arbejdsheste)